# Loreta sexmaculata
Loreta sexmaculata är en insektsart som beskrevs av Rauno E. Linnavuori och Delong 1979. Loreta sexmaculata ingår i släktet Loreta och familjen dvärgstritar. Inga underarter finns listade i Catalogue of Life.